# Myriocarpa longipes
Myriocarpa longipes är en nässelväxtart som beskrevs av Frederik Michael Liebmann. Myriocarpa longipes ingår i släktet Myriocarpa och familjen nässelväxter. Inga underarter finns listade i Catalogue of Life.

## Bildgalleri

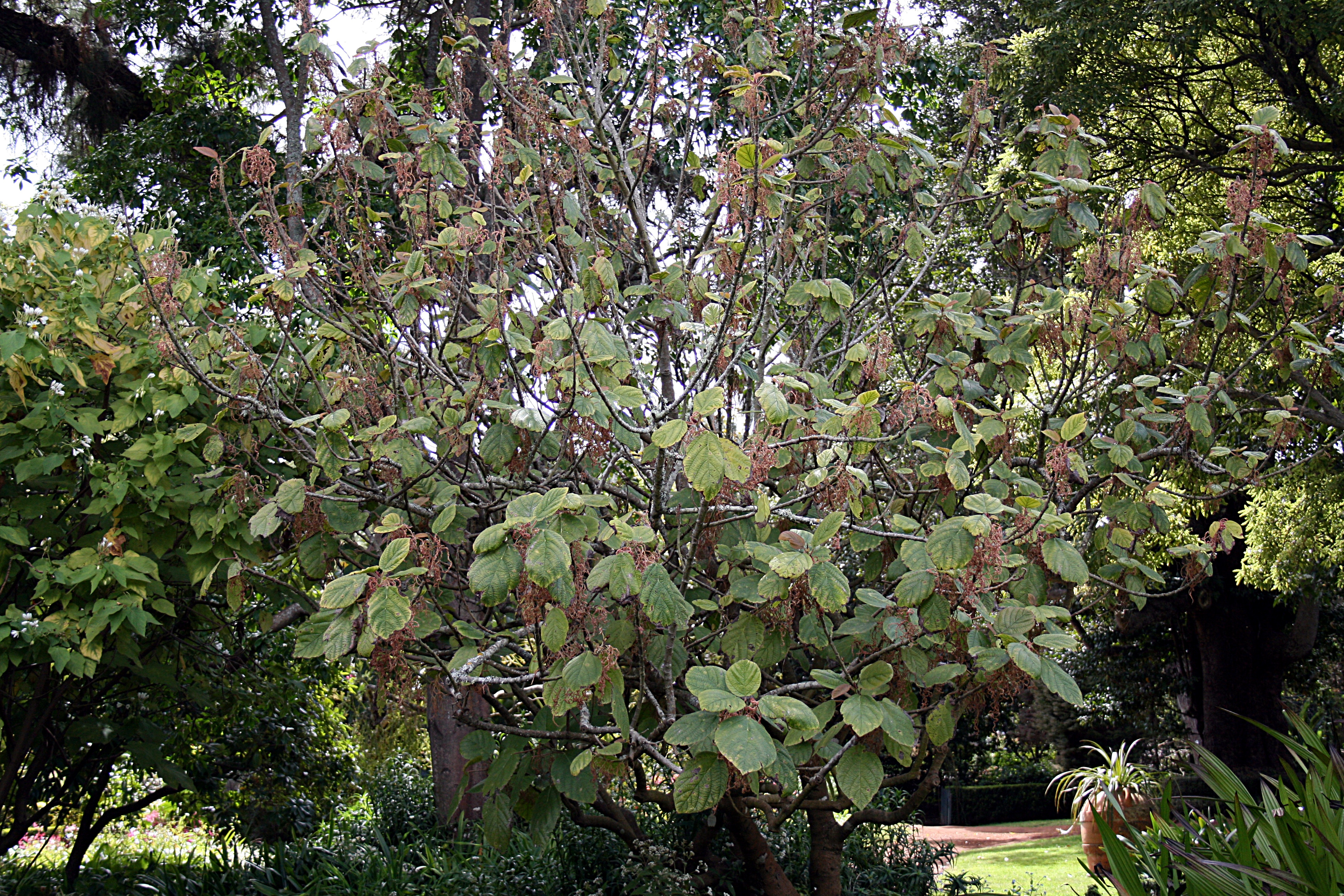